# Interoperabilität
Zu dem Begriff Interoperabilität (von lateinisch opus ‚Arbeit‘ und inter ‚zwischen‘) existieren zwei unterschiedliche, jedoch sinngleiche Definitionen:
1. Als Interoperabilität bezeichnet man die Fähigkeit zum Zusammenspiel verschiedener Systeme, Techniken oder Organisationen. Dazu ist in der Regel die Einhaltung gemeinsamer technischer Normen notwendig. Wenn zwei Systeme miteinander vereinbar sind, nennt man sie auch interoperabel.
2. Interoperabilität ist die Fähigkeit unabhängiger, heterogener Systeme, nahtlos zusammenzuwirken, um Daten auf effiziente und verwertbare Art und Weise auszutauschen bzw. dem Benutzer zur Verfügung zu stellen, ohne dass dazu besondere Adaptierungen notwendig sind.

Interoperabilität wird in vielen Bereichen als sehr wichtig eingestuft, darunter die Informatik und Telekommunikation sowie die Medizintechnik. Aber auch in Transport- und Verkehrssystemen, militärischen Systemen, der industriellen Automatisierungstechnik und dem E-Government nimmt Interoperabilität eine Schlüsselrolle ein.
Interoperabilität kann in der Wirtschaft wichtig sein, um zu verhindern, dass durch Patente, Geschäftsgeheimnisse oder Fehler in der Koordination Monopolstellungen erreicht oder ausgebaut werden. Für die öffentliche Hand kann es deshalb von Vorteil sein, Interoperabilität zu fördern. Oft wird zwischen verschiedenen Formen von Interoperabilität unterschieden, zum Beispiel zwischen semantischer und konzeptioneller Interoperabilität.
In Zusammenhang mit Software spricht man von syntaktischer Interoperabilität, wenn mehrere Programme dasselbe Dateiformat verwenden; im Zusammenhang mit verteilten Systemen, wenn alle Systemkomponenten dieselben Datenformate (z. B. XML oder JSON) und dasselbe Kommunikationsprotokoll (z. B. TCP, HTTP oder SOAP) verwenden.
Das englische Wort interoperability wird in der Softwareentwicklung oft mit I14Y abgekürzt. Die 14 ist die Anzahl der ausgelassenen Buchstaben. (Analog dazu steht I18N für internationalization.)

## Präzisierung des Begriffs für IT-Systeme
Mit zunehmender Interoperabilität zweier oder mehrerer IT-Systeme verringert sich der erforderliche Aufwand, um eine zweckmäßige Interaktion der betreffenden Systeme zu gewährleisten. So könnte der dafür benötigte Zeitaufwand zur Quantifizierung der Interoperabilität zweier Systeme herangezogen werden. Diese Vorgehensweise ist jedoch unpraktikabel, sodass gewöhnlich lediglich vier aufeinander aufbauende Stufen von Interoperabilität unterschieden werden:
strukturelle Interoperabilität (Konnektivität durch Schnittstellen)Bezeichnet die Fähigkeit, Nutzdaten von einem zum anderen System zu übertragen.
syntaktische InteroperabilitätBezeichnet die Fähigkeit, einzelne (semantisch bewertbare) Informationseinheiten und Datenstrukturen in den übertragenen Nutzdaten zu identifizieren und zum Zwecke einer weiteren Verarbeitung zu extrahieren.
semantische InteroperabilitätBezeichnet die Fähigkeit, die extrahierten Informationseinheiten semantisch korrekt zu interpretieren.
organisatorische InteroperabilitätBezeichnet die Fähigkeit, interagierende Prozesse effektiv und effizient zu organisieren.
Zuweilen wird die unterste Stufe als technische Interoperabilität bezeichnet. Technische Anforderungen existieren allerdings auf allen vier Ebenen.